# Xã North Fork, Quận Delaware, Iowa
Xã North Fork (tiếng Anh: North Fork Township) là một xã thuộc quận Delaware, tiểu bang Iowa, Hoa Kỳ. Năm 2010, dân số của xã này là 468 người.